# Pehr Henrik Nordgren

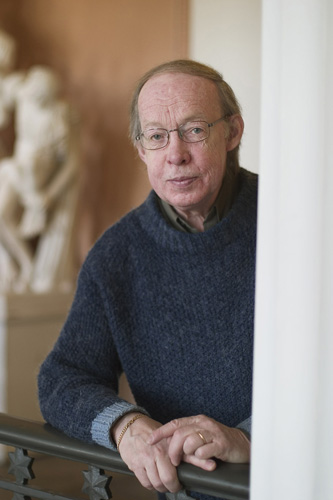
Pehr Henrik Nordgren, 2005

Pehr Henrik Nordgren (* 19. Januar 1944 in Saltvik, Insel Åland; † 25. August 2008 in Veteli) war ein finnischer Komponist.

## Leben
Pehr Henrik Nordgren erhielt ab 1958 Violinunterricht in Helsinki und studierte von 1962 bis 1967 Musikwissenschaft an der dortigen Universität sowie von 1965 bis 1969 privat Komposition bei Joonas Kokkonen. An der Universität für Kunst und Musik in Tokio ergänzte er von 1970 bis 1973 seine Kompositionsstudien bei Yoshio Hasegawa und lernte die traditionelle japanische Musik kennen, die schon bald seine eigenen Werke beeinflusste.
1973 heiratete er in Tokyo Shinobu Suzuki, kehrte nach Finnland zurück und ließ sich in Kaustinen, einem kleinen Ort in Ostrobottnien, als freischaffender Komponist nieder. Kaustinen ist das Zentrum der Volksmusik ganz Finnlands; zu den im Sommer stattfindenden Volksmusiktagen reisen Interessenten aus der ganzen Welt an. So beschäftigte sich Nordgren nun zum einen intensiv mit der Musik seines Landes, zum anderen begann die Zusammenarbeit mit dem Ostrobottnischen Kammerorchester und seinem Leiter Juha Kangas, die zu einer Fülle an Werken für Streichorchester führte.
Nordgrens Stil geht von der Zwölftontechnik sowie der Clustertechnik Ligetis aus, bezieht aber viele weitere Elemente ein und kann insgesamt als pluralistisch bezeichnet werden. Neben der Begegnung mit der traditionellen japanischen Musik (z. B. in den Kwaidan-Balladen I–II für Klavier) und dem Einsatz ihrer Instrumente in seine Kompositionen spielt die finnische Volksmusik mit ihren Instrumenten, besonders der Kantele, eine große Rolle. Im Mittelpunkt von Nordgrens Œuvre stehen jedoch die Werke für Streicher: Ob in Solokonzerten, Werken für Streichorchester, Streichquartetten oder Sonaten, Nordgren hat ihnen alle Stimmungen und Nuancen entlockt, besonders aber die tragischen und melancholischen.

## Werke

### Sinfonien
- Sinfonie Nr. 1 op. 20 (1974)
- Sinfonie für Streicher op. 43 (1978)
- Sinfonie Nr. 2 op. 74 (1989)
- Sinfonie Nr. 3 op. 88 (1993)
- Kammersinfonie op. 97 (1996)
- Sinfonie Nr. 4 op. 98 (1997)
- Sinfonie Nr. 5 op. 103 (1998)
- Sinfonie Nr. 6 Interdependence für Sopran, Tenor, Chor und Orchester op. 107 (1999–2000)
- Sinfonie Nr. 7 op. 124 (2003)
- Sinfonie Nr. 8 op. 140 (2006)

### Konzerte
- Violinkonzert Nr. 1 op. 10 (1969)
- Violakonzert Nr. 1 op. 12 (1970)
- Konzert für Klarinette, Folkloreinstrumente und kleines Orchester op. 14 (1970)
- Herbstliches Konzert für traditionelle japanische Instrumente und Orchester op. 18 (1974)
- Klavierkonzert op. 23 (1975)
- Violinkonzert Nr. 2 op. 33 (1977)
- Violakonzert Nr. 2 op. 48 (1979)
- Cellokonzert Nr. 1 op. 50 (1980)
- Violinkonzert Nr. 3 op. 53 (1981)
- Cellokonzert Nr. 2 op. 62 (1984)
- Konzert für Kantele und kleines Orchester op. 66 (1985)
- Violakonzert Nr. 3 op. 68 (1986)
- HATE-LOVE für Cello und Streicher op. 71 (1987)
- Phantasme für Altsaxophon und Orchester op. 81 (1992)
- Cellokonzert Nr. 3 op. 82 (1992)
- Konzert für Viola, Kontrabass und Kammerorchester op. 87 (1993)
- Cellokonzert Nr. 4 op. 89 (1994)
- Violinkonzert Nr. 4 op. 90 (1994)
- Konzert für Altsaxophon und Streichorchester op. 92 (1995)
- Konzert für Trompete und Streichorchester op. 93 (1995)
- Konzert für Horn und Streicher op. 95 (1996)
- Posaunenkonzert op. 102 (1998)
- Konzert für Kantele und Orchester Nr. 2 op. 106 (1999)
- Konzert für Saxophonquartett und Streichorchester mit Gong op. 108 (2000)
- Konzert für Oboe und Streicher op. 116 (2001)
- Konzert für Gitarre op. 126 (2003–2005)
- Klavierkonzert für die linke Hand und Kammerorchester op. 129 (2004)
- Konzert für Akkordeon op. 133 (2005)
- Cellokonzert Nr. 5 op. 135 (2005)
- Konzert für Orgel und Kammerorchester op. 143 (2007)

### Weitere Werke für Orchester
- Euphonie I op. 1 (1966)
- Épiphrase für Streicher op. 4 (1967)
- Euphonie II op. 5 (1967)
- Minore für Klavier und Streicher op. 6 (1968)
- The Turning Point op. 16 (1972)
- Koko maailma valittanee (Die ganze Welt wird klagen) für Streicher op. 26 b (1966–74)
- Euphonie III op. 24 (1975)
- Pelimannimuotokuvia (Bilder der Spielleute) für Streicher op. 26 (1976)
- Summer Music für Klavier und Streicher op. 34 (1977)
- Häjyt. Musik für ein Fernsehspiel op. 38 (1977)
- Tuolla mun heilani asuskeloo (Yonder Lives My Sweet Love) für Streicher op. 40 (1977)
- Euphonie IV für Big Band op. 51 (1981)
- Konzert für Streicher op. 54 (1982)
- Jumala on kauneus (Gott ist Schönheit). Musik für ein Fernsehspiel op. 64 (1984)
- Elegia Vilho Lammelle (Elegie für Vilho Lampi) op. 65 (1984)
- TRANSE-CHORAL für 15 Streicher op. 67 (1985)
- Cronaca per archi op. 79 (1991)
- Streams für Kammerorchester op. 80 (1991)
- Equilibrium op. 94 (1995)
- Yamagata-Rhapsodie op. 99 (1997)
- Kallioon piirretty für Streichorchester op. 100 (1997)
- Kuvia maaseudun menneisyydestä: vapaita mukaelmia suomalaisista kansansävelmistä (Bilder aus die Vergangenheit der Provinz) für Streicher und Harfe op. 139 (2006)

### Streichquartette
- Streichquartett Nr. 1 op. 2 (1967)
- Streichquartett Nr. 2 op. 7 (1968)
- Streichquartett Nr. 3 op. 27 (1976)
- Streichquartett Nr. 4 op. 60 (1983)
- Streichquartett Nr. 5 op. 69 (1986)
- Streichquartett Nr. 6 op. 73 (1989)
- Streichquartett Nr. 7 op. 85 (1992)
- Streichquartett Nr. 8 op. 105 (1999)
- Streichquartett Nr. 9 (2004)
- Streichquartett Nr. 10 op. 142 (2007)
- Streichquartett Nr. 11 op. 144 (2008)

### Weitere Kammermusik
- Nachtwache. Musik zu einem Rundfunkhörspiel op. 3 (1967)
- Neljä kuolemankuvaa (4 Bilder des Todes) für Kammerensemble op. 8 (1968)
- Sonatina per sestetto op. 9 (1969)
- Kolme maanitusta (3 Verlockungen). Bläserquintett Nr. 1 op. 11 (1970)
- Ritornello für Violine und Klavier op. 13 (1970)
- Quartett für traditionelle japanische Instrumente Nr. 1 op. 19 (1974)
- As in a Dream für Cello und Klavier op. 21 (1974)
- Bläserquintett Nr. 2 op. 22 (1975)
- Quartett für traditionelle japanische Instrumente Nr. 2 Seita op. 42 (1978)
- Klavierquintett op. 44 (1978)
- A Late Pastorale für Horn und Streichquintett op. 47 (1979)
- Klaviertrio op. 49 (1980)
- Equivocations für Kantele und Streichtrio op. 55 (1981)
- Epilogue für Cello und Klavier op. 61 (1983)
- FATE-NOSTALGIA für Klarinette, Violine, Klavier und 12 Celli op. 72 (1989)
- Programme Music op. 76 (1990)
- Going on für Kontrabass und Schlagzeug op. 77 (1991)
- Sculpture-Fanfare für 3 Trompeten und 3 Posaunen op. 84 (1992)
- Violinsonate op. 86 (1992)
- Distance-Dream für Cello und Akkordeon op. 101 (1997)
- Zest für Saxophon, Cello und Klavier op. 109 (1999)
- Streichquintett op. 110 (2000)
- Tuulimyllyfantasia (Windmühlenfantasie) für 3 Akkordeons op. 113 (2001)
- Quintett für Gitarre und Streichquartett op. 119 (2003)
- Quartett für Klarinette, Violine, Cello und Klavier op. 121 (2003)
- Klippgrund für Cello und Gitarre op. 128 (2004)
- A Viking in Kaustinen, Polka für 2 Violinen und Kontrabasse op. 131 (2004)
- Spellbound Tones für Waldhorn, Gitarre, Cello und Schlagzeug op. 132 (2005)
- Bläserquintette Der barmherzige Samariter op. 141 (2007)

### Werke für Soloinstrumente
- Kymmenen ballaadia japanilaisiin kauhutarinoihin (Kwaidan-balladit) (10 Balladen nach japanischen Geistergeschichten oder Kwaidan-Balladen nach Lafcadio Hearn) für Klavier op. 17, 25, 28–32, 35–37 (1972–77)
- Butterflies für Gitarre op. 39 (1977)
- In Patches für Akkordeon op. 41 (1978)
- Sonate für Cello solo op. 83 (1992)
- Sonate für Violine solo op. 104 (1999)
- Come da lontano für Gitarre op. 122 (2003)
- Kwaidan II: Drei Klavier-Ballade für das linke Hand nach japanischen Geistergeschichten op. 127 (2004)

### Vokalwerke
- Agnus Dei für Sopran, Bariton, Chor und Orchester op. 15 (1971)
- Maan alistaminen (Die Unterwerfung der Erde) für gemischten Chor (1973)
- Lávllaráidu Nils-Aslak Valkeapää divttai’e (Liederzyklus nach Gedichten von Nils-Aslak Valkeapää) für Bariton, Cello und Klavier op. 45 (1978)
- Kuninkaan kämmenellä (In der Handfläche des Königs). Kantate op. 46 (1979)
- Vier Lieder nach Gedichten von Edith Södergran op. 58 (1982)
- Taivaanvalot (Die Lichter des Himmels) für Sopran, Tenor, Chor und Orchester op. 63 (1985)
- Perpetuum mobile für Männerchor op. 75 (1989)
- Beavi, áhčážan (Die Sonne, mein Vater) für 3 Mezzosoprane, Tenor, Bass, Chor und Orchester op. 70 (1990)
- Odotus (Erwartung) für Männerchor op. 78 (1991)
- Köyhyydestä (Gespräch über Armut) für gemischten Chor op. 96 (1996)
- Te Deum für Sopran, Bass, Chor und Orchester op. 111 (2000)
- Nacht der Nächte für 2 Soprane, Violine, Cello und Klavier op. 114 (2000)
- Ei ne kaikki kuollehia für Sopran und Klavier op. 115 (2001)
- Tuuri. Dramatische Ballade für Tenor, Bass, Chor und Orchester op. 117 (2002–03)
- Amor-Desesperada. 4 Stücke nach Pablo Neruda für Sopran, Bariton, Koto, Shakuhachi und Kontrabass op. 120 (2003)
- Liederzyklus nach Gedichten von Edith Södergran op. 123 (2003)
- Kuun lapset (Kinder des Mondes) für Bariton, 2 Violinen, Viola, Cello und Kontrabass (2005)
- Sieben Gedichte aus die Sammlung Ogura Hyaku-nin-isshiu für Mezzosoprane und Gitarre op. 137 (2006)
- De sole et luna für gemischten Chor und Streicher op. 138 (2006)

### Opern
- Den svarte munken (Der schwarze Mönch). Kammeroper nach Anton Tschechow op. 52 (1981)
- Alex. Fernsehoper op. 56 (1983)